# Gand-Wevelgem 2016
La Gand-Wevelgem 2016, settantottesima edizione della corsa e valida come settima prova del circuito UCI World Tour 2016, si è svolta il 27 marzo 2016 su un percorso totale di 242,8 km.
È stata vinta dallo slovacco Peter Sagan, al traguardo con il tempo di 5h55'16", alla velocità media di 41,01 km/h, che ha battuto in volata il belga Sep Vanmarcke, arrivato secondo, e il russo Vjačeslav Kuznecov, piazzatosi terzo.
La corsa è stata segnata dalla morte di Antoine Demoitié, investito da una moto.

## Percorso
Rispetto all'anno precedente gli organizzatori hanno indurito il tracciato, aggiungendo un muro e portando i chilometri totali a 243. Rimane invariata la prima metà di gara con la partenza da Deinze, nei sobborghi di Gand. Per 140 chilometri i corridori incontreranno soltanto pianura, giungendo a sfiorare il Mare del Nord in località Adinkerke, al km 80 di corsa.
Rispetto al passato il gruppo non devierà verso il Casselberg ma si dirigerà subito verso il Catsberg che solitamente era l'asperità numero 2. A questo punto sono stati inseriti quattro nuovi muri: il Kokereelberg/Mont Kokereel al km 148, il Vert Mont al km 150, la Côte du Ravel Put al km 152 e la Côte de la Blanchisserie al km 157.
In seguito i corridori rientreranno sul percorso classico con la sequenza tradizionale che comprende il Monteberg e la doppia scalata al Beneberg e al Kemmelberg (da due versanti diversi). Proprio quest'ultima è l'asperità simbolo della Gent, con i suoi 1000 metri in pavé in cui si tocca la pendenza del 23%.
Quest'anno sarà proprio il Kemmelberg l'ultima asperità; in vetta mancheranno 34 chilometri per giungere sul traguardo di Wevelgem.

## Squadre partecipanti
Prendono parte alla competizione 25 squadre: oltre alle 18 formazioni con licenza UCI World Tour, partecipanti di diritto, sono state invitate 7 squadre UCI Professional Continental, Bardiani-CSF, CCC Sprandi Polkowice, Cofidis, Direct Énergie, Roompot Oranje Peloton, Topsport Vlaanderen-Baloise e Wanty-Groupe Gobert.
| N.      | Cod. | Squadra                     |
| ------- | ---- | --------------------------- |
| 1-8     | TNK  | Tinkoff                     |
| 11-18   | EQS  | Etixx-Quick Step            |
| 21-28   | LTS  | Lotto-Soudal                |
| 31-38   | BMC  | BMC Racing Team             |
| 41-48   | KAT  | Team Katusha                |
| 51-58   | TFS  | Trek-Segafredo              |
| 61-68   | TLJ  | Team Lotto NL-Jumbo         |
| 71-78   | DDD  | Team Dimension Data         |
| 81-88   | ALM  | AG2R La Mondiale            |
| 91-98   | AST  | Astana Pro Team             |
| 101-108 | CPT  | Cannondale Pro Cycling Team |
| 111-118 | FDJ  | FDJ                         |
| 121-128 | IAM  | IAM Cycling                 |

| N.      | Cod. | Squadra                     |
| ------- | ---- | --------------------------- |
| 131-138 | LAM  | Lampre-Merida               |
| 141-148 | MOV  | Movistar Team               |
| 151-158 | TGA  | Team Giant-Alpecin          |
| 161-168 | OGE  | Orica-GreenEDGE             |
| 171-178 | SKY  | Team Sky                    |
| 181-188 | TSV  | Topsport Vlaanderen-Baloise |
| 191-198 | WGG  | Wanty-Groupe Gobert         |
| 201-208 | BAR  | Bardiani-CSF                |
| 211-218 | CCC  | CCC Sprandi Polkowice       |
| 221-228 | COF  | Cofidis, Solutions Crédits  |
| 231-238 | DEN  | Direct Énergie              |
| 241-248 | ROP  | Roompot Oranje Peloton      |

## Ordine d'arrivo (Top 10)
| Pos. | Corridore          | Squadra      | Tempo    |
| ---- | ------------------ | ------------ | -------- |
| 1    | Peter Sagan        | Tinkoff      | 5h55'16" |
| 2    | Sep Vanmarcke      | Lotto NL     | s.t.     |
| 3    | Vjačeslav Kuznecov | Katusha      | s.t.     |
| 4    | Fabian Cancellara  | Trek         | s.t.     |
| 5    | Arnaud Démare      | FDJ          | a 11"    |
| 6    | Fernando Gaviria   | Etixx        | s.t.     |
| 7    | Jürgen Roelandts   | Lotto-Soudal | s.t.     |
| 8    | Jacopo Guarnieri   | Katusha      | s.t.     |
| 9    | Greg Van Avermaet  | BMC          | s.t.     |
| 10   | Michael Mørkøv     | Katusha      | s.t.     |